# Островський Олелько
Олександр Павлович Островський (Островський Олелько) (06.08.1887), Золотоноша — пом. 19 липня 1919, Полтава) — український актор, режисер, письменник, драматург і громадсько-політичний діяч. Жертва Червоного терору.   

## Життєпис

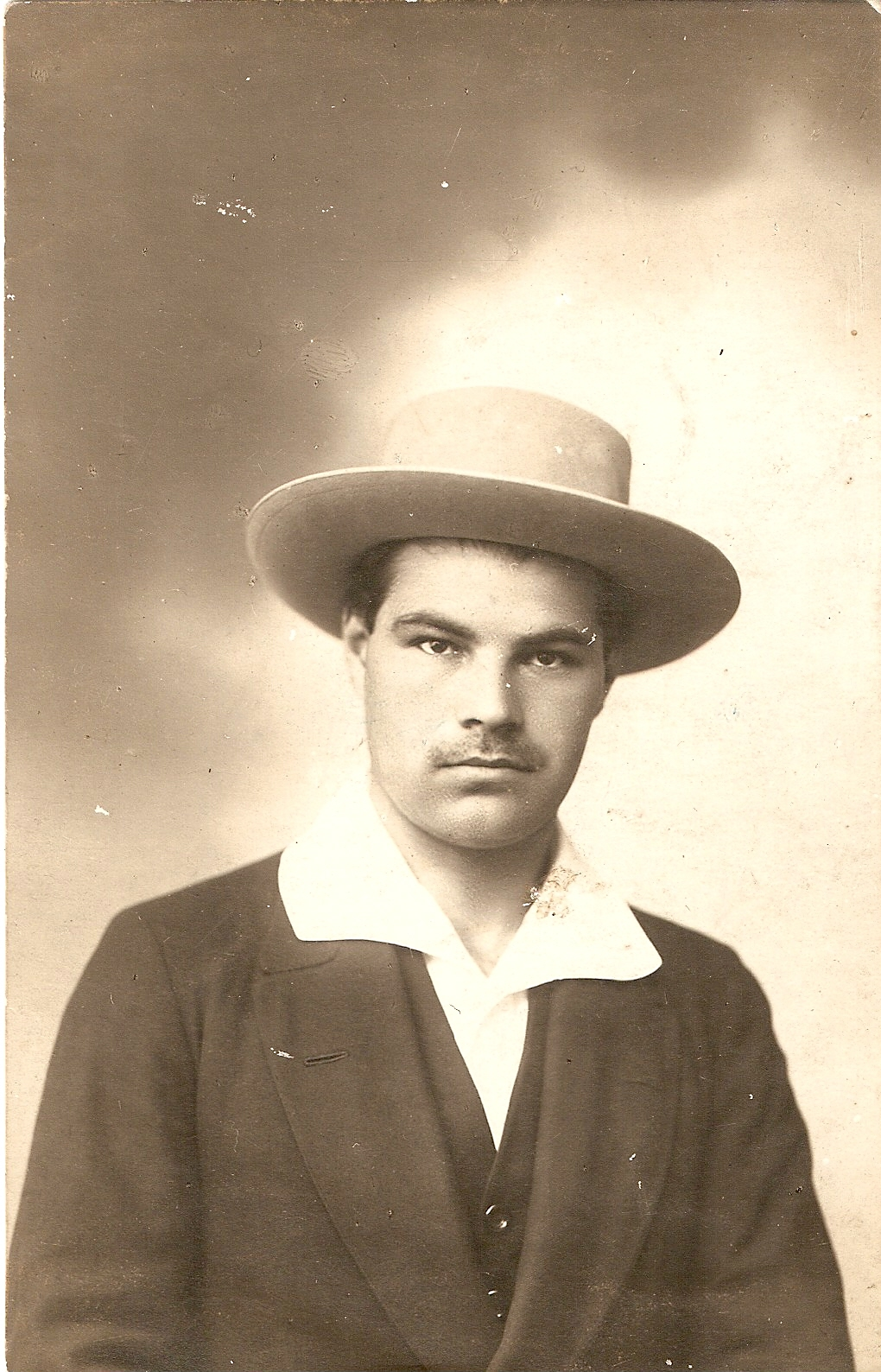
Олелько

Архівних джерел про життя і творчість письменника дуже мало. Найбільше відомостей подають листи В.Г.Короленка до Х.Г.Раковського, в яких наведено страхітливі факти розгулу чекістського терору в Полтаві 1919-1920 рр. Є ще книга «Розгром Полтави», яку видав у діаспорі Дмитро Соловей (перевидана 1994 року видавництвом «Криниця» у Полтаві). 
Василь Яременко видав книги: 
- Подзвін по безсудно убієнному Олельку Островському (до 90-річчя вбивства) Частина 1.
- Подзвін по безсудно убієнному Олельку Островському (до 90-річчя вбивства). Частина 2.
- спогади нащадків «… Літератури дивна течія…»/ У 2 книгах - Київ: Аконіт, 2011.

Народився  в Золотоноші на Полтавщині у родині повітового справника Павла Островського, яка мала козацьке походження.   
Навчався в місцевій юнацькій гімназії, де вперше познайомився з ідеями українського націоналізму М.Міхновського.  
Закінчив історично-філологічний факультет Київського університету, працював писарем Мушкетової нотарні в Золотоноші, входив до нелегальної патріотичної організації «Громада» з центром у Золотоноші, керованої Михайлом Злобінцевим. 

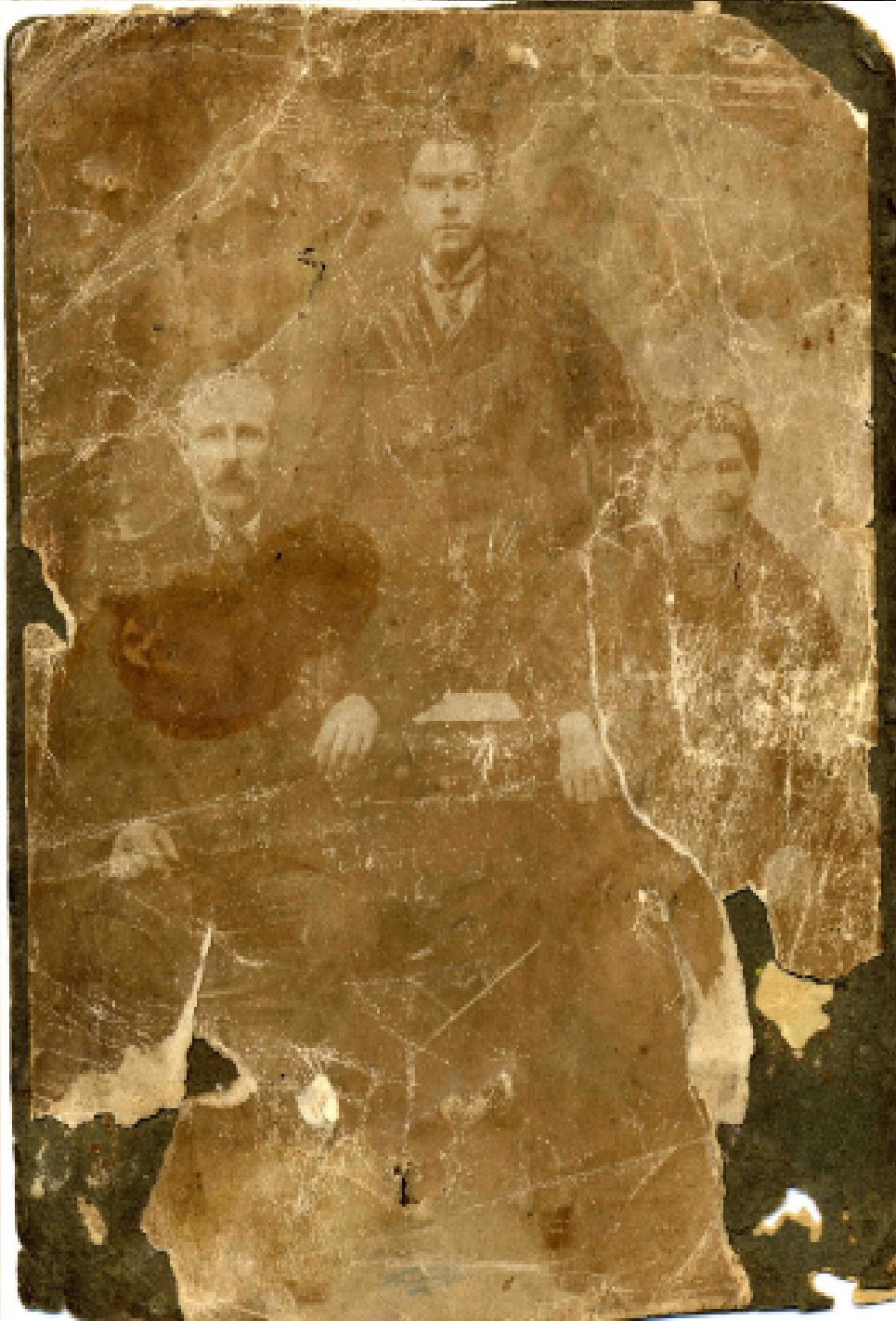
тато Павло, Олелько і мама Євдокія Островські

Став активним учасником революції 1905–1907, яка на Золотоніщині мала ще й явні ознаки прагнення національного визволення. Був членом Революційної Української Партії. Захоплювася брошурою «Самостійна Україна» ідеолога і лідера самостійницької течії українського руху Миколи Міхновського. Юний Олелько, прочитавши цю брошуру, загорівся ідеєю віддати всі свої сили справі визволення України з колоніяльного ярма. Після революції вступив до УСДРП. Внаслідок поразки революції О. Островський змушений був емігрувати до Західної України, що входила на той час до складу Авcтро-Угорської імперії.
Працював актором Львівського українського театру в м. Коломия, де знайшов свою долю - акторку Анну Гринішак, з якою повінчались у 1908 році та виступали у Львівському Українському театрі.  Акторка Анна Островська (1891-16.06.1953)  народилася в сім’ї Петра і Магдалини Гринішаків, в місті Надвірна коронного краю Галичини і Володимирії Австро-Угорської держави. Петро і Магдалина Гринішаки змогли всім дітям дати освіту. Степан, Дмитро, Михайло, сестри Анна, Юстина, Магда закінчили навчання в гімназіях. Степан і Михайло одружилися на німкенях, виїхали до Австрії і створили там свої сім’ї. Дмитро загинув на фронті  під час Першої світової війни. Сестра Магда з дочкою Тамарою оселилась у Польщі, Юстина залишилася в батьковій оселі в місті Надвірна  і була провідницею жіночої чоти товариства "Луг". 
Згодом родина Островських переїздить до міста Золотоноша Київської губернії, де народилось двоє дівчат Галина (12 січня 1912 року) і Ольга (23 лютого 1915 року).  

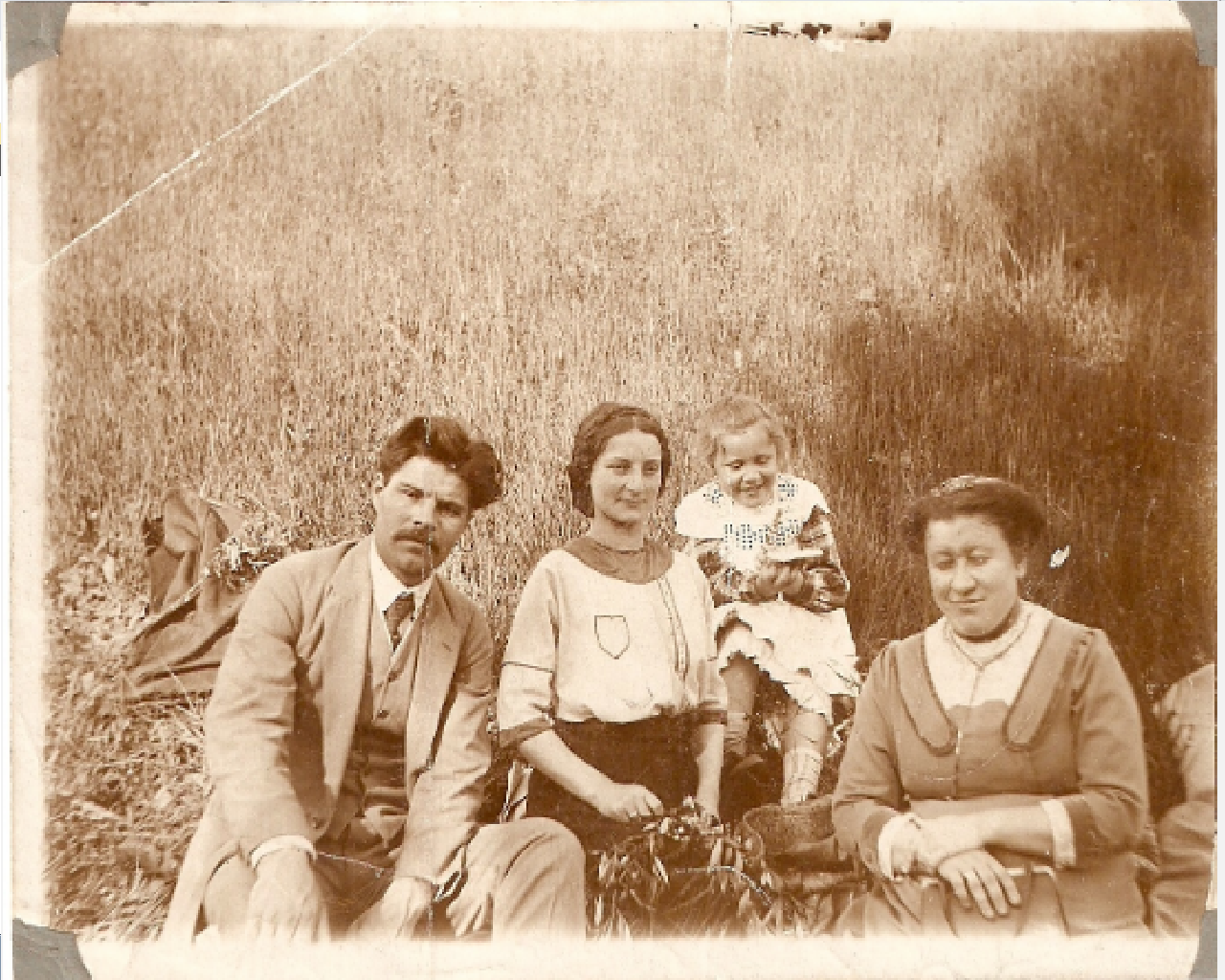
Олелько і Анна з донькою Галиною

Галину хрестив  друг родини Островських – всесвітньо відомий актор і режисер Панас Саксаганський. 

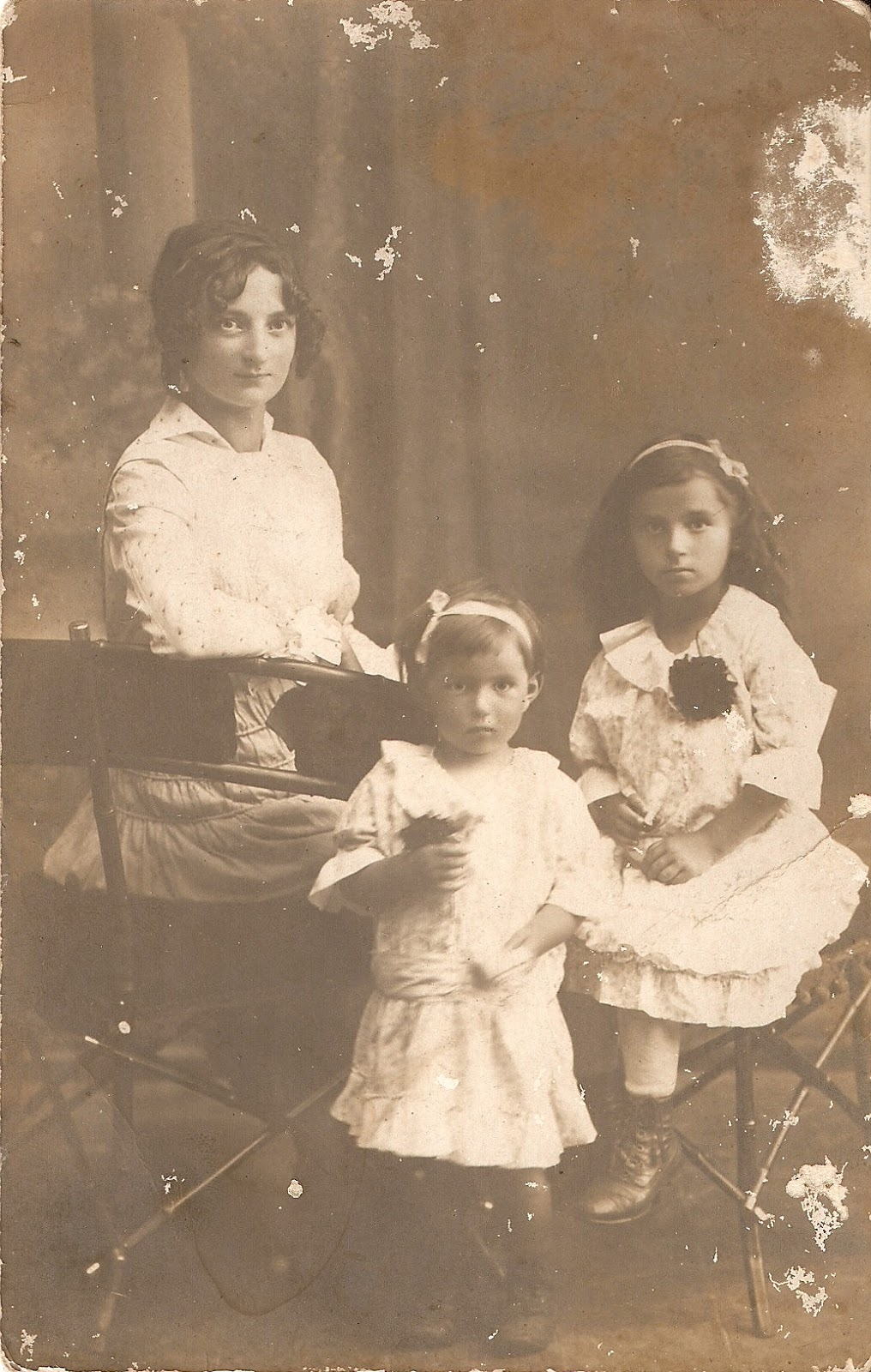
Анна з доньками Олею і Галею

З українською трупою О. Островський побував у багатьох містах України, ставили переважно п’єси українських драматургів М.Старицького, М.Кропивницького, І.Карпенка Карого тощо. Але займатися улюбленою справою довелося недовго. З початком Першої світової війни О.Островський мобілізований до російської армії, спочатку перебував на Південно-Західному фронті, згодом на Кавказькому.
На початку березня 1918 повернувся до Золотоноші, організував і очолив «Золотоніський курінь» — військове формування, яке захищало повіт від набігів різношерстих загонів мародерів.
Створив у Золотоноші видавництво «Вільна думка», де видав друком свої драми «Гетьман Мазепа» і «Стрільці», п'єсу «Нірвана», історичну повість «Петрик» та інші твори, здебільшого на тему історії України. А всього в різних друкарнях видано зо два десятки непересічних творів (від 1908 до 1918 року). Більшість із них зберігалося у спецсховищах України. У своїх повістях, п’єсах, новелістичних збірках автор зарекомендував себе як полум’яний патріот рідної землі.
Після приходу у 1918 до Золотоноші більшовиків Островський з дружиною і двома доньками переїхав до Полтави і влаштувався на роботу актором й одночасно режисером у Міському театрі (Товариство українських драматичних артистів).
В опублікованих через багато років спогадах Дмитро Соловей писав, що О. Островський запам’ятався йому, як «молодий мужчина років 35-40, огрядний, цвітучий, добре одягнений, можна сказати – блискучий! Разом із тим, виразне, красиве його лице було суворе й похмуре» [4, С.142-143]. О.Островський горів роботою, не шкодуючи ні сил, ні здоров’я, позаяк театр для пересічних полтавців був єдиною розвагою і духовним храмом в роки революційних потрясінь. 
Поряд із сценічним життям О.Островський продовжував писати прозові та драматичні художні твори. Протягом 1917-1918 років у Києві та Золотоноші вийшли друком його повісті і оповідання: «Руйнування Батурина», «Полтава», «Берестечко», «Петрик», «Руйнування Чортомлицької Січі», а також п’єси «Гетьман Іван Мазепа» та «Нірвана». Менше двох місяців існувала в Полтаві українська влада Директорії УНР. Скориставшись послабленням, а згодом і крахом австро-німецького окупаційного режиму та Гетьманщини, більшовицька Росія вдруге розпочала агресію проти України. Захопивши в січні 1919 р. Харків, червоні війська вступили на терени Полтавщини. Для української національної культури настали часи більшовицької окупації.
Визначною подією у громадському житті Полтавщини, як і раніше, було вшанування пам’яті Пророка України Тараса Шевченка під час проведення з цієї нагоди Шевченківських днів. 11 березня у Полтавському Успенському кафедральному соборі співав український національний хор під орудою Ф.Попадича. Вшанувати пам'ять народного Поета зібралося стільки людей, що собор не міг вмістити всіх бажаючих бути присутніми на урочистій панахиді і сотні полтавців стояли навколо нього. Такі ж урочистості були проведені в усіх школах та «Просвітах» Полтавщини. У міському театрі О.Островський натхненно читав зі сцени патріотичні вірші Т. Шевченка. Незабаром після Шевченківських днів Національний хор об’єднався з Українським хором імені Т. Шевченка, який став провідним не лише серед мистецьких колективів Полтави, але і всієї губернії.
У червні 1919 під час концерту у міському театрі Полтави співав Шевченкове «Ой Дніпре мій, Дніпре, широкий та дужий!». Коли дійшов до слів «Оживуть гетьмани в золотім жупані, прокинеться доля, козак заспіва: "Ні жида, ні ляха" , А в степах Украйни - О, боже мій милий, - блисне булава! ", голова губвиконкому Яків Дробніс тут же голосно дав розпорядження рос. «Ету пєтлюровскую сволочь нужно нємєдлєнно арєстовать!».  Вже наступного дня за стандартним звинуваченням у контрреволюційності «Особый отдел» (завідуючий – Сіпельгас) Полтавської губернської ЧК ("Чрезвичайної комісії" - Надзвичайної комісії) заарештував О.Островського, і вже ніхто його більше не бачив.
Після арешту Олелька дружина Анна зверталася з заявою до губернської надзвичайної комісії з боротьби з контрреволюцією і саботажем про невинуватість чоловіка. На захист О.Островського, якому загрожував розстріл, стала професійна спілка акторів і працівників сцени, яка висловила протест проти його арешту і вимагала звільнення. Завідуючий відділом управління Полтавського губвиконкому і відомий у місті більшовик П. Маслич звернувся до губернської ЧК із запитом, на якій підставі вони заарештували члена профспілки і відомого в Полтаві актора. Чекісти відповіли, що О.Островський ув’язнений тому, що брав участь у боротьбі з червоними під час їхнього першого приходу в Україну на початку 1918 р. При цьому чекісти посилалися на свідчення колишнього голови Золотоніського ревкому Т. Гайдамаки , який, свідомо перекрутивши факти, підтвердив, що саме О. Островський у лютому 1918 р. був організатором «вільного козацтва» у місті і брав участь у боях з червоними. Свідчення Т.Гайдамаки підтвердив і Мойсей Раппопорт, написавши донос у ЧК. Відомий письменник і правозахисник Володимир Короленко, намагаючись захистити Островського від розстрілу, звернувся з листом до Голови Раднаркому УСРР Християна Раковського, де зокрема були слова: «Страта його, безсудна і неправедна, була б жорстоким викликом абсолютно законним почуттям українців». Проте на цей час Островського вже розстріляли у Полтаві, хоча чекісти повідомляли про те, що Островського перевезли до особвідділу в Києві. Очевидно, його тіло було серед 16 ексгумованих, рештки яких виявили денікінці у серпні того ж 1919 року. 

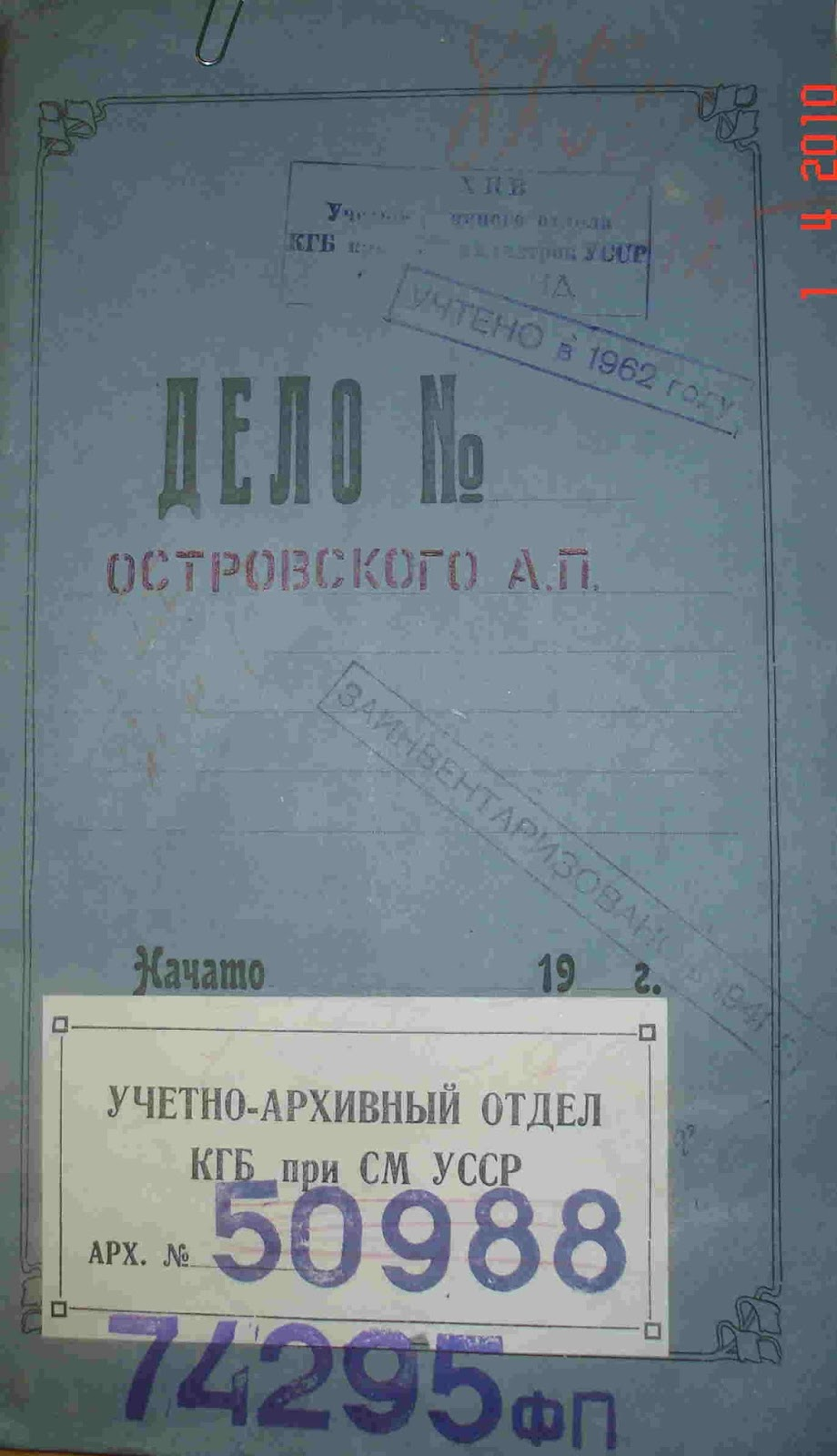
Титульна сторінка розстрільної справи Олелька Островського

Зі спогадів внучки Олелька Островського Олександри Костянтинівни Плотнікової: "Мені мама (акторка Ольга Герасимчук) розказувала, що коли вона була маленька, то їй Наталя Ужвій робила (шила) ляльки. Ужвій стала знаменитою, а бабусі не судилося". Через голод 1947 року дружина Олелька Анна Островська разом з онучкою (Олександрою Плотніковою) повернулася до м. Надвірна Станіславської області, де жила її сестра Юстина Кіндрат (Гринішак). 1948 року молодша дочка Ольга Герасимчук з дітьми Ельзою і Юрком також приїхали в Надвірну. Анна Островська померла 16 червня 1953 і похована на старому цвинтарі по вулиці Соборній, поруч з могилами тата (Петра Гринішака) і рідної сестри (Юстини Кіндрат). 
Дочка Олелька і Анни, Ольга Герасимчук, як і батьки, стала акторкою.

Акторка Ольга Герасимчук

Одна з вулиць у Золотоноші носить ім'я Олелька Островського .

## Творчість
Цінним джерелом до характеристики життя й творчості письменника є його твори, зокрема вказівки на час, місце написання, де вперше опубліковано. Складаючи проспект «Бібліотеки української героїки», упорядник цього видання переглянув перший, бібліографічний, том О. Лейтеса і М. Яшека «Десять років української літератури (1917  — 1927)», щоб виявити забуті чи заборонені свого часу твори та імена. На 347-й сторінці подано відомості про Олелька Островського (названого чомусь Омельком), без будь-яких бібліографічних даних і світлини письменника, очевидно, через те що він був знищений більшовицьким режимом. Але десять творів Олелька подано у повному бібліографічному описі, напевно за примірниками Книжкової палати України, де вони зберігаються і сьогодні у тій кількості і тих бібліографічних характеристиках, які наведені Лейтесом і Яшеком.
Як письменник Олелько Островський заявив про себе 1906 року на сторінках «Громадської думки» і «Ради». Його твори передруковували по всій Україні. Хоча вже вступав у повні права модернізм, але ще були в силі різні модифікації реалізму, зокрема етнографічний реалізм. Режисер Островський вводив до історичних оповідань етнографічний реквізит, описи козацьких обрядів, звичаїв і традицій. У 1912 р. письменник підсумував ранню свою творчість збіркою «В сутінках ночі» — 14 оповідань, деякі з них, як-от «Хведоркова груша», виходили окремими виданнями.
Стиль, властивий письменникам, що представляють етнографічний реалізм, де в чому нагадує народницький реалізм. Відчувається вплив Б.Грінченка, О.Кониського. Створювалися оповідання О.Островського на широкому географічному просторі від Кубані (Армавір) і Тифлісу (Грузія) до Чернівців і Львова. Зазначено Стрий, Львів, Золотоношу, Катеринослав, Полтаву, Київ, Харків. У більшості цих міст вони і друкувалися чи передруковувалися. 
Письменник багато подорожував Україною, працював актором у різних театральних трупах. 

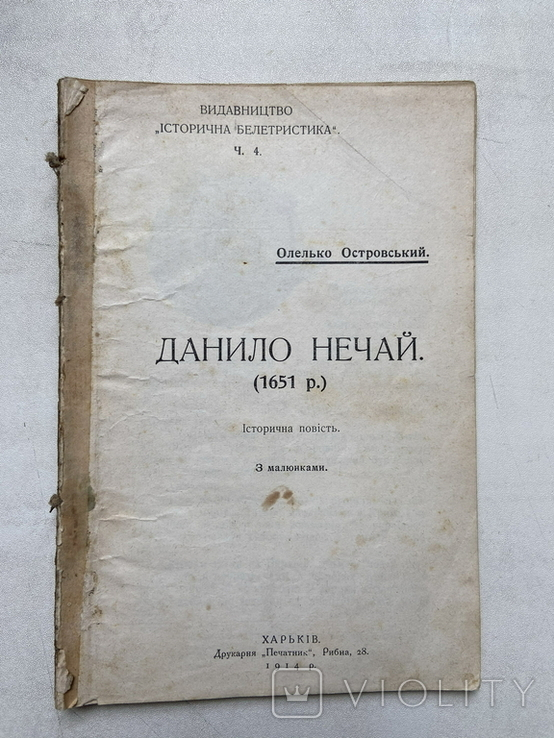
Історична повість "Данило Нечай", харківське видання 1918 року

1918 року були видані, а нині відшукані книжки, у яких містилися повідомлення, що друкуються окремими виданнями, - «Лебединський кат" (1708)», «Петрик», романи «Великий гетьман», «Шибеницею й палями» та «Книга смутку й жалоби» (оповідання 1914–1916 років). Ці п’ять книг ще не розшукано, а можливо, й не були видані. Жодних повідомлень про їх вихід не виявлено. Можна тільки стверджувати, що вони були написані і перебували у різних видавництвах, в архівах яких ще можуть бути розшукані, а можливо, що вже втрачені назавжди.
Відомий письменник і літературознавець Борис Антоненко-Давидович вважав Олелька Островського навіть талановитішим, хоча і менш популярним, аніж відомий співець Козаччини Адріан Кащенко. Частина творів Островського була втрачена, збереглося 28 творів  — нарисів, казок, оповідань, повістей і драм, написаних ним у різний час.  

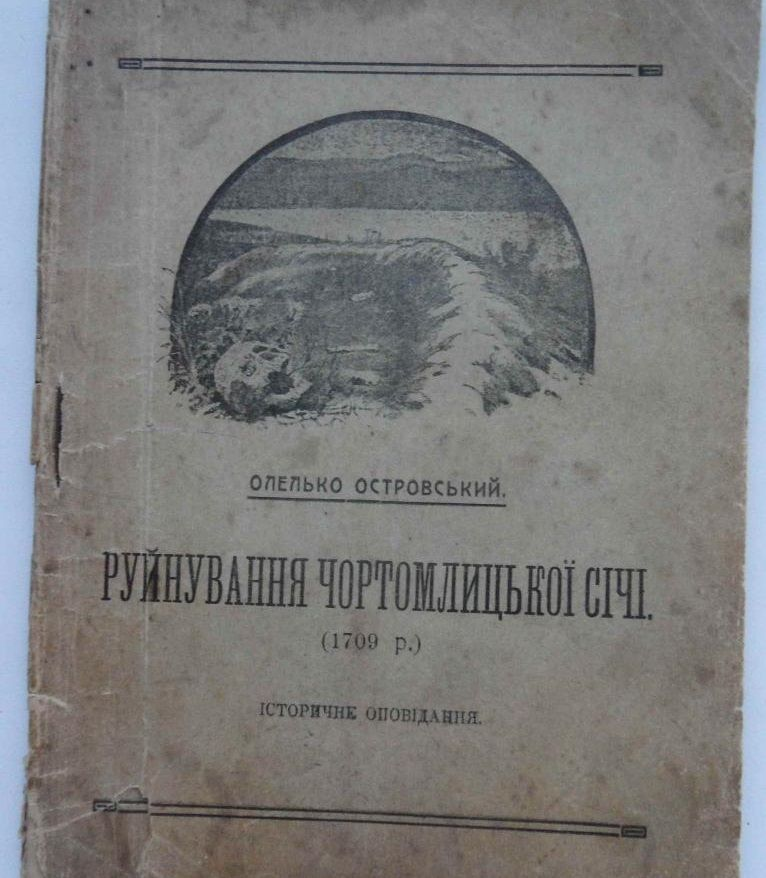
"Руйнування Чортомлицької Січі"

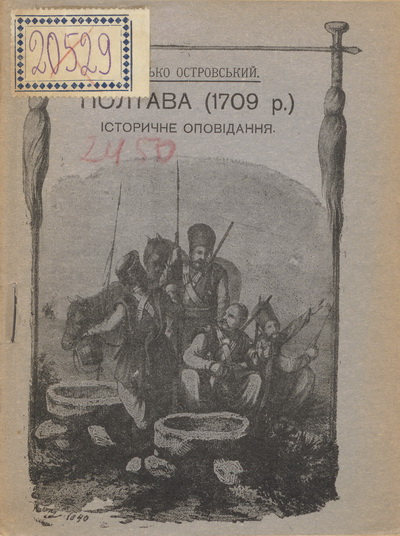
"Полтава (1709 р.)", видання 1918 року

Оце і все, що нам сьогодні відомо про художню спадщину Олелька Островського.

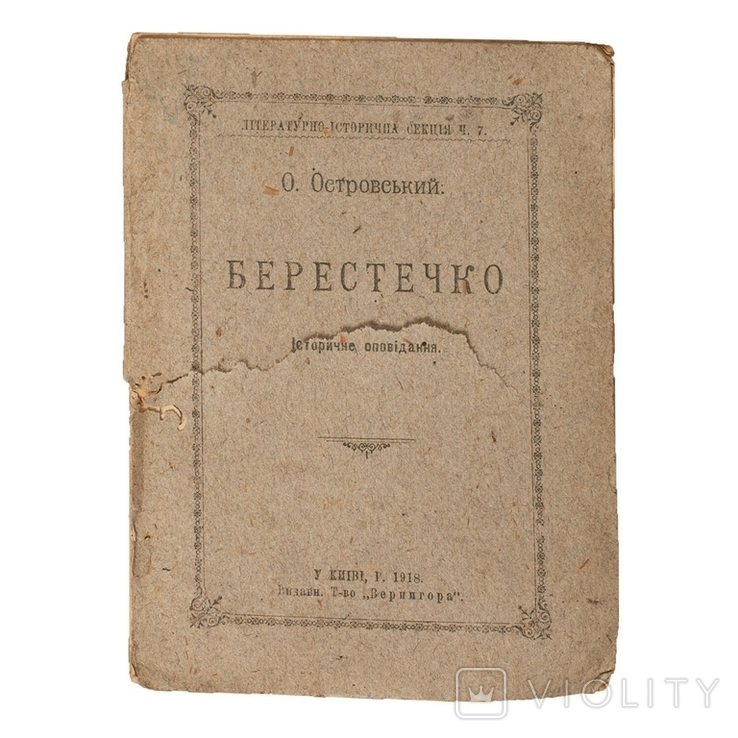
"Берестечко", видання 1918 р.

Літературна критика перших двох десятиліть ХХ ст. не обійшла увагою твори Олелька Островського. Про нього писали П.Богацький , О.Кисіль, О.Слісаренко, Л.М.Старицька-Черняхівська, А.Ніковський, Т.Черкаський.

### Твори

#### Історичні оповідання
- «Полтава (1709)» (листопад 1917, Тифліс, діюча армія Кавфронту)
- «Руйнування Батурина (1708)» (червень 1913, Золотоноша)
- «Берестечко» (травень 1911, Чернівці)
- «Руйнування Чортомлицької Січі (1709)» (липень 1917, Тифліс, діюча армія Кавфронту)
- «Жовті води (1648)». (лютий 1911, Дрогобич)
- «Корсунь (1648)». (березіль 1911, Коломия)
- «Іван Богун, полковник вінницький (1651)» (перша редакція — «Облога Винниці»). (січень 1912, Армавір, Кубанська обл.)
- «Хведоркова груша» (1907)
- «Лебединський кат (1708)» [11]
- «Книга смутку й жалоби» (1914 — 1916) [11]
- «Погромник»
- «Чесний злодій» (червень 1908, Київ)
- «Старовина» (1 січня 1907, Київ)
- «В наймах у громади» (грудень 1910, Стрий)

#### Історичні повісті
- «Атакування Нової Січі (1775)»
- «Петрик»[11]
- «Данило Нечай (1651)» (перша редакція — «Смерть Нечая»). (квітень 1914, Харків)

#### Історичні романи
- «Шибенецею й палями» [11]
- «Великий гетьман» [11]

#### Нариси
- «В сутіні ночі» (10 жовтня 1907, Київ)
- «В тюрмі» (17 березня 1908, Київ)
- «Не-люди» (1910)
- «Примари» (6 грудня 1910, Самбір)
- «Хатнє лихо» (квітень 1909, Львів)
- «Старі звичаї» (жовтень 1909, Тернопіль)
- «Завіщо» (29 вересня 1906, Золотоноша)
- «Мій клопіт» (1907)
- «Подорож душі Мацоха до раю» (1 грудня 1910, Самбір)

#### Драми та П'єси
- «Гетьман Іван Мазепа», драма на 5 дій. (9 — 31 травня 1917, Тифліс, діюча армія)
- «Нірвана», п’єса на 5 дій і 6 одмін. (1914 — 1915, Харків  — Київ)[12].
- «Стрільці», драма на 4 дії. (27 листопада 1914, Львів  — 2 жовтня 1915, Тифліс, діюча армія)
- «Сільська честь», п’єса на 4 дії. (14 серпня  — 27 вересня 1913, Харків  — Баку)

#### Казки
- «Злий характерник Могради» (1910)

На 2009 рік декілька творів Олелька Островського перевидані — в першу чергу «Руйнування Батурина», «Іван Богун» та «Гетьман Іван Мазепа».